# Düsseldorfer Schule (Sprachwissenschaft)
Düsseldorfer Schule (zuweilen auch Düsseldorfer Ansatz) bezeichnet ein sprachwissenschaftliches Forschungsparadigma, dem semantisch-pragmatische Sichtweisen auf konstruierte Wirklichkeit und Sprachgeschichte zugrunde liegen.
Die Düsseldorfer Schule hat sich, ausgehend von den Ideen des damaligen Düsseldorfer Lehrstuhlinhabers für Deutsche Philologie und Linguistik, Georg Stötzel, methodologisch und in zahlreichen empirischen Arbeiten durch seine Schüler (z. B. Karin Böke, Matthias Jung, Thomas Niehr oder Martin Wengeler) und Kollegen (z. B. Dietrich Busse, Fritz Hermanns oder Wolfgang Teubert) weiterentwickelt. Stötzel steht als ehemaliger Assistent von Peter von Polenz in den Jahren 1962 bis 1966 in der Tradition klassischer Sprachgeschichtsschreibung. Er erarbeitete in seiner Zeit in Düsseldorf auf der Grundlage einer Sprachgeschichte der Gegenwart, die Peter von Polenz in seiner dreibändigen Sprachgeschichte u. a. beschreibt, das Konzept einer Sprachgeschichte als Diskursgeschichte. Eine so verstandene Diskursgeschichte versteht sich theoretisch-methodisch als semantisch-pragmatische Analyse, die sich insbesondere hermeneutischen und philologischen Grundsätzen verschrieben hat. Empirisch fokussiert die „Düsseldorfer Schule“ nach Georg Stötzels Vorbild die Geschichte des öffentlichen Sprachgebrauchs und macht diese über die Recherche in großen und überregionalen Printzeitungen zugänglich. Auch die empirische Ausrichtung steht in der Tradition von Peter von Polenz, der ähnlich wie Dietrich Busse von einer durch Massenmedien geprägten Öffentlichkeit ausgeht, in der die Wirklichkeit bzw. die Wirklichkeiten als das erscheinen, „was nach gesellschaftlichen Regeln der Aufmerksamkeitssteuerung aufbereitet ist.“ Eine Beschreibung von Diskursgeschichte im Sinne einer Analyse öffentlichen Sprachgebrauchs materialisierte sich empirisch in den Arbeiten der oben bereits genannten Personen.